# Phil Donahue
Phil Donahue, pseudonimo di Phillip John Donahue (Cleveland, 21 dicembre 1935 – New York, 18 agosto 2024), è stato un conduttore televisivo, conduttore radiofonico e produttore cinematografico statunitense, eletto nel 2002 come 42ª miglior star della televisione di tutti i tempi da TV Guide.

## Biografia

### Origini e formazione
Nato a Cleveland il 21 dicembre 1935, nel 1957 conseguì un Bachelor's degree in Business Administration presso l'Università di Notre Dame.

### Carriera
Lavorò inizialmente per radio e televisioni locali in Ohio. Dal 1967 al 1996 moderò il The Phil Donahue Show, programma che nel 2002 venne inserito nella lista dei 50 migliori programmi televisivi di tutti i tempi da TV Guide. Dal 2002 al 2003, condusse il programma Donahue su MSNBC.

### Morte
Phil Donahue morì dopo una lunga malattia nella sua casa di New York il 18 agosto 2024, all'età di 88 anni.

## Vita privata
Si sposò due volte, la prima nel 1958 con Margaret Cooney da cui divorziò nel 1975, e la seconda con Marlo Thomas nel 1980. Ebbe cinque figli, tutti nati dal primo matrimonio: uno di essi gli premorì negli anni Novanta. Di fede cattolica, fu un grande ammiratore di papa Francesco.

## Riconoscimenti
- Il 20 novembre 1993 fu inserito nella Television Hall of Fame.[8]